# The Path of Totality
 The Path of Totality é o décimo álbum de estúdio da banda americana de nu metal Korn, e foi lançado no dia 2 de dezembro de 2011 na Europa e no dia 6 de dezembro de 2011 nos Estados Unidos. O álbum foi produzido por vários produtores de música eletrônica como Skrillex, Noisia, Excision e vários outros produtores independentes.

## Faixas
| N.º | Título                      | Compositor(es) | Duração |  |
| 1.  | "Chaos Lives in Everything" |                | 3:47    |  |
| 2.  | "Kill Mercy Within"         |                | 3:35    |  |
| 3.  | "My Wall"                   |                | 2:55    |  |
| 4.  | "Narcissistic Cannibal"     |                | 3:11    |  |
| 5.  | "Illuminati"                |                | 3:17    |  |
| 6.  | "Burn the Obedient"         |                | 2:38    |  |
| 7.  | "Sanctuary"                 |                | 3:24    |  |
| 8.  | "Let's Go"                  |                | 2:41    |  |
| 9.  | "Get Up!"                   |                | 3:43    |  |
| 10. | "Way Too Far"               |                | 3:49    |  |
| 11. | "Bleeding Out"              |                | 4:50    |  |

| Special edition |                    |                |         |  |
| N.º             | Título             | Compositor(es) | Duração |  |
| 12.             | "Fuels the Comedy" |                | 2:49    |  |
| 13.             | "Tension"          |                | 3:57    |  |

## Posições e vendas
O álbum vendeu 55.000 cópias em sua primeira semana para estrear no número dez da Billboard 200.